# Across the Moon
Across the Moon is een Amerikaanse comedy-dramafilm uit 1994, geregisseerd door Lisa Gottlieb. De hoofdrollen worden vertolkt door Christina Applegate en Elizabeth Peña.

## Verhaal
Kruimeldieven Richie (Tony Fields) en Lyle (Peter Berg) belanden in de gevangenis nadat ze probeerden om drugs te verkopen aan undercover politieagenten. Dus besluiten hun wederhelften Kathy (Christina Applegate) en Carmen (Elizabeth Peña) om, samen met Carmens zoontje Paco (Michael Aniel Nundra), te verhuizen naar een aftandse caravan in de Mojavewoestijn dicht bij de gevangenis.
De twee hebben niets met elkaar gemeen: Kathy is afkomstig uit het chique Beverly Hills en Carmen uit een armere Spaanstalige buurt van Los Angeles. Aanvankelijk kunnen ze het dan ook niet met elkaar vinden, maar gaandeweg groeit er een vriendschap. Ze hebben het moeilijk om de eindjes aan elkaar te knopen, maar krijgen hulp van brandweerman Jim (James Remar) die hen aan een baan helpt in een bar en een supermarkt. Terwijl Carmen valt voor de mannelijke blik van Jim, verstevigt Kathy haar band met Lyle door met hem te trouwen in de gevangenis.

## Rolverdeling
| Acteur               | Personage       |
| -------------------- | --------------- |
| Christina Applegate  | Kathy           |
| Elizabeth Peña       | Carmen          |
| Michael Aniel Mundra | Paco            |
| Tony Fields          | Richie          |
| Peter Berg           | Lyle            |
| Richard Portnow      | Roy             |
| Jack Nance           | Old Cowboy      |
| James Remar          | Rattlesnake Jim |

## Release en ontvangst
Across the Moon ging in première op het Vancouver International Film Festival in oktober 1994. In de Verenigde Staten kwam de film op 28 maart 1995 uit op video.
Op Rotten Tomatoes heeft Across the Moon een publieksscore van 14%, met een gemiddelde waardering van 4,8/10.